# Barbara von Ow-Freytag
Barbara von Ow-Freytag (ur. 19 kwietnia 1957 w Monachium) – niemiecka dziennikarka i politolożka specjalizująca się w analizie rosyjskiego społeczeństwa obywatelskiego. Nazwisko Ow wymawia się jak au.

## Kariera zawodowa
Barbara von Ow odbyła szkolenie w zakresie dziennikarstwa w agencji informacyjnej Reuters. W latach 1981/82 pracowała dla Reuters w Wiedniu jako korespondentka na Europę Wschodnią. W 1984 dołączyła do redakcji Radia Wolna Europa, stacji finansowanej przez amerykański Kongres, która nadawała programy informacyjne z Monachium do Bloku wschodniego. Wśród jej współpracowników znajdował się Toomas Hendrik Ilves, późniejszy prezydent Estonii. Do jej obowiązków należała analiza polityki NRD. W 1988 przeniosła się do redakcji Süddeutsche Zeitung (SZ), gdzie była odpowiedzialna za Europę Wschodnią. W latach 1992–1994 była korespondentką ds. kultury SZ w Moskwie, gdzie jej mąż był attaché w ambasadzie niemieckiej.
W latach 2008–2013 była doradczynią Andreasa Schockenhoffa, chadeckiego posła Bundestagu i koordynatora ds. współpracy społeczeństw obywatelskich Niemiec i Rosji, który był jednym z najostrzejszych niemieckich krytyków reżimu Putina. Ponieważ Barbara von Ow była również uważana za krytyka ograniczenia praw obywatelskich pod reżimen Putina, Komisja Europejska miała powstrzymać się od wysłania jej męża do Moskwy jako ambasadora Unii Europejskiej.
Następnie pełniła funkcję dyrektorki Sekretariatu Forum Społeczeństwa Obywatelskiego UE-Rosja (EU–Russia Civil Society Forum) w Berlinie. W 2015 rozpoczęła pracę dla Praskiego Centrum Społeczeństwa Obywatelskiego (Prague Civil Society Centre), które wspiera grupy społeczeństwa obywatelskiego w Europie Wschodniej, Rosji i Azji Środkowej. W swoich publikacjach apelowała o wsparcie organizacji zaangażowanych w demokratyzację Rosji ze strony Unii Europejskiej.
W styczniu 2022 roku była jednym z 73 niemieckich ekspertów ds. Europy Wschodniej i polityki bezpieczeństwa, którzy domagali się od rządu Olafa Scholza w Berlinie zajęcia zdecydowanego stanowiska przeciw agresywnej polityce Władimira Putina wobec Ukrainy.

## Życie prywatne
Barbara von Ow pochodzi z rodziny szlacheckiej, która miała swoje siedziby w południowoniemieckim regionie Szwabii.
Jest żoną dyplomaty niemieckiego Arndta Freytaga von Loringhovena, który w 2020 objął stanowisko ambasadora Niemiec w Warszawie. Para ma dwóch synów.

## Publikacje
- Współwydawca: Mittel- und Osteuropa auf dem Weg in die Europäische Union: Bericht zum Stand der Integrationsfähigkeit. Bertelsmann-Stiftung, Gütersloh 1995, ISBN 978-389204-214-3.
- Współwydawca: Die EU-Beitrittsstaaten und ihre östlichen Nachbarn: The EU Accession States and Their Eastern Neighbours. Bertelsmann Stiftung, Gütersloh 1999, ISBN 978-3-89204-846-6.
- Filling the void: why the EU must step up support for Russian civil society. BE Wilfried Martens Centre for European Studies, Bruksela 2018.
- Vom „schwarzen Schaf” zur Avantgarde: Neue Impulse für Russlands Zivilgesellschaft. // Osteuropa, 3–4/2017, p. 19–40.
- Zwischen neuer Macht und alten Mythen // Internationale Politik (IP), (2006) 7, p. 47–50.